# Yarrowsburg
Yarrowsburg es un lugar designado por el censo ubicado en el condado de Washington en el estado estadounidense de Maryland. En el Censo de 2010 tenía una población de 133 habitantes y una densidad poblacional de 226,22 personas por km².

## Geografía
Yarrowsburg se encuentra ubicado en las coordenadas 39°22′34″N 77°41′4″O / 39.37611, -77.68444. Según la Oficina del Censo de los Estados Unidos, Yarrowsburg tiene una superficie total de 0.59 km², de la cual 0.59 km² corresponden a tierra firme y (0%) 0 km² es agua.

## Demografía
Según el censo de 2010, había 133 personas residiendo en Yarrowsburg. La densidad de población era de 226,22 hab./km². De los 133 habitantes, Yarrowsburg estaba compuesto por el 98.5% blancos, el 0.75% eran afroamericanos, el 0.75% eran amerindios, el 0% eran asiáticos, el 0% eran isleños del Pacífico, el 0% eran de otras razas y el 0% pertenecían a dos o más razas. Del total de la población el 0% eran hispanos o latinos de cualquier raza.